# Phasis palmus
Phasis palmus är en fjärilsart som beskrevs av Pieter Cramer 1782. Phasis palmus ingår i släktet Phasis och familjen juvelvingar. Inga underarter finns listade i Catalogue of Life.